# Aulus Plautius
Aulus Plautius (Avl Plavcij), 1. stoletje, je bil rimski vojskovodja in politik, znan po uspešnem vodenju rimskih legij med rimskim osvajanjem osvajanjem Britanije in kot prvi rimski guverner Britanije.
O njegovem zgodnjem življenju je znanega malo. Prvič je omenjen leta 24 n. št., ko je zatrl manjši upor sužnjev v Apuliji. V drugi polovici leta 29 je bil sufekt (nadomestni) konzul, na začetku Klavdijeve vladavine pa je bil guverner Panonije. V tem obdobju je zgradil cesto, ki je povezovala današnja Trst in Reko.
Leta 43 mu je Klavdij zaupal štiri legije in 20.000 vojakov pomožnih enot (auxilia), predvsem Tračanov in Batavcev za invazijo na Britanijo. Njegova vojska se je uprla tik pred odhodom, ker so verjeli, da bo prečkanje oceana naletelo na jezo bogov. Šele prihod Narcisa, Klavdijevega tajnika, za katerega je bilo znano, da je bil nekoč navaden suženj, je vojake prepričal, da se lahko odpravijo na pohod, saj je "vse mogoče". Plavcij se je izkrcal blizu današnjega Richborougha v Kentu in po več manjših spopadih v bitki pri Medwayu na reki Medway premagal britanskega voditelja Karathaka (in po nekaterih virih tudi njegovega brata Togodumna). Z vojsko je napredoval proti severu do Temze in nato prosil, naj Klavdij sam pride z okrepitvami. Ta odločitev se je izkazala za pravilno, saj so se preostali Britanci, navdušeni nad rimsko močjo, predali brez boja. Potem je Plavcij postal guverner Britanije in na tem položaju ostal do leta 47. Ob prihodu v Rim je prejel "ovatio".
Plavcij je bil poročen s Pomponio Grecino, za katero nekateri zgodovinarji menijo, da je bila prva rimska aristokratinja, ki se je spreobrnila v krščanstvo. Ker je bila Grecina leta 57 na družinskem sodišču oproščena obtožb o "vzhodnjaškem vraževerju, se včasih ugiba, da je Plavcij sam postal kristjan že pred tem.

## V popularni kulturi
Plautius se pojavi kot lik v romanu Quo vadis] Henryka Sienkiewicza. On in Grecina sta opisana kot varuha protagonistke Ligije, ki na skrivaj izpovedujeta krščanstvo. V hollywoodski filmski adaptaciji filma Quo Vadis iz leta 1951 je prikazan mučeniškega umora v Koloseju zaradi svoje krščanske vere.
Glej tudi:
- Osvajanje Rimske Britanije